# Eccellenza Campania 1997-1998
L'Eccellenza Campania 1997-1998 è stato il settimo campionato italiano di calcio di categoria. Gestita dal Comitato Regionale Campania della Lega Nazionale Dilettanti, la competizione rappresentava il sesto livello del calcio italiano e il primo livello regionale. Parteciparono complessivamente 32 squadre, divise in due gironi.
Al termine della stagione sono state promosse alla categoria superiore Viribus Unitis, Sorrento e Nuova Virtus Palmese: le prime due in quanto vincitrici dei due gironi in cui è strutturata la competizione, la terza come vincitrice dei play-off nazionali.

## Stagione

### Novità
Al termine della stagione precedente, lasciarono il campionato di Eccellenza Campania le promosse Sant'Anastasia, Angri, Boys Caivanese e le retrocesse Melito, Mondragonese, Grotta, Ariano Valle Ufita e Poseidon. Il Campionato Nazionale Dilettanti si concluse con la retrocessione di tre squadre campane: Arzanese, Agropoli e Scafatese. Dalla categoria inferiore furono promosse Afragolese, Viribus Unitis, G. Carotenuto Mugnano, Pontecagnano Faiano, e ripescate Real Fratta Acer e Virtus Pompei.

### Formula
Il campionato era diviso in due gironi da sedici squadre ciascuno. I gironi furono stilati attraverso criteri geografici: nel girone A furono inserite tredici squadre dell'hinterland napoletano e tre squadre del casertano; nel girone B parteciparono sette squadre della provincia di Salerno, cinque squadre irpine e quattro squadre del napoletano.
Le squadre si affrontarono in gare di andata e ritorno, per un totale di 30 incontri per squadra. Erano assegnati tre punti per la vittoria, uno per il pareggio e zero per la sconfitta. Erano promosse nel Campionato Nazionale Dilettanti le vincitrici di ciascun girone, mentre il piazzamento in seconda posizione garantiva l'accesso ai play-off nazionali. Le ultime due classificate di ciascun girone retrocedevano direttamente in Promozione, mentre le quattordicesime classificate dei due gironi partecipavano allo spareggio retrocessione intergirone, per definire un'ulteriore quinta squadra retrocessa. In caso di arrivo a pari punti di due o più squadre in una posizione valevole per la promozione o la retrocessione era prevista la formula dello spareggio per definire la posizione finale delle squadre.

## Girone A

### Squadre partecipanti
| Club                 | Città                | Stagione 1996-1997           |
| -------------------- | -------------------- | ---------------------------- |
| Afragolese           | Afragola (NA)        | 1º in Promozione Campania/A  |
| Arzanese             | Arzano (NA)          | 16º nel C.N.D./G             |
| Ercolanese           | Ercolano (NA)        | 4º in Eccellenza Campania/A  |
| Fiamma Sangiovannese | Napoli               | 12º in Eccellenza Campania/A |
| Forio                | Forio (NA)           | 6º in Eccellenza Campania/A  |
| Marcianise           | Marcianise (CE)      | 14º in Eccellenza Campania/A |
| Ottaviano            | Ottaviano (NA)       | 9º in Eccellenza Campania/A  |
| Pietramelara         | Pietramelara (CE)    | 11º in Eccellenza Campania/A |
| Portici              | Portici (NA)         | 7º in Eccellenza Campania/A  |
| Puteolana 1909       | Pozzuoli (NA)        | 3º in Eccellenza Campania/A  |
| Quarto               | Quarto (NA)          | 8º in Eccellenza Campania/A  |
| Real Aversa          | Aversa (CE)          | 10º in Eccellenza Campania/A |
| Real Fratta Acer     | Frattamaggiore (NA)  | 2º in Promozione Campania/A  |
| San Pietro           | Napoli               | 13º in Eccellenza Campania/A |
| Saviano              | Saviano (NA)         | 5º in Eccellenza Campania/A  |
| Viribus Unitis       | Somma Vesuviana (NA) | 1º in Promozione Campania/B  |

### Classifica finale
|  | Pos. | Squadra              | Pt | G  | V  | N  | P  | GF | GS  | DR  |
|  | ---- | -------------------- | -- | -- | -- | -- | -- | -- | --- | --- |
|  | 1.   | Viribus Unitis       | 73 | 30 | 23 | 4  | 3  | 73 | 25  | +48 |
|  | 2.   | Saviano              | 63 | 30 | 18 | 9  | 3  | 61 | 17  | +44 |
|  | 3.   | Ercolanese           | 63 | 30 | 19 | 6  | 5  | 54 | 26  | +28 |
|  | 4.   | Ottaviano            | 56 | 30 | 16 | 8  | 6  | 41 | 28  | +13 |
|  | 5.   | Arzanese             | 53 | 30 | 15 | 8  | 7  | 45 | 23  | +22 |
|  | 6.   | Portici              | 49 | 30 | 14 | 7  | 9  | 47 | 30  | +17 |
|  | 7.   | Real Fratta Acer     | 46 | 30 | 11 | 13 | 6  | 38 | 23  | +15 |
|  | 8.   | Quarto               | 39 | 30 | 10 | 9  | 11 | 48 | 37  | +11 |
|  | 9.   | Afragolese           | 38 | 30 | 10 | 8  | 12 | 29 | 33  | -4  |
|  | 10.  | Puteolana 1909       | 38 | 30 | 9  | 11 | 10 | 26 | 33  | -7  |
|  | 11.  | Forio                | 34 | 30 | 8  | 10 | 12 | 32 | 37  | -5  |
|  | 12.  | Real Aversa          | 31 | 30 | 7  | 10 | 13 | 25 | 34  | -9  |
|  | 13.  | Marcianise           | 26 | 30 | 6  | 8  | 16 | 21 | 45  | -24 |
|  | 14.  | Pietramelara         | 22 | 30 | 5  | 7  | 18 | 21 | 49  | -28 |
|  | 15.  | Fiamma Sangiovannese | 13 | 30 | 2  | 7  | 21 | 26 | 58  | -32 |
|  | 16.  | San Pietro           | 12 | 30 | 3  | 3  | 24 | 19 | 108 | -89 |

Legenda:

      Promossa al Campionato Nazionale Dilettanti 1998-1999.

      Eliminata ai play-off nazionali.

      Retrocesse in Promozione 1998-1999.

Note:

Tre punti a vittoria, uno a pareggio, zero a sconfitta.

### Spareggio 2º posto
| ??? 1998 | Saviano | 2 – 0 | Ercolanese |  |

### Verdetti
- Viribus Unitis promossa al Campionato Nazionale Dilettanti
- Saviano eliminato ai play-off nazionali.
- Fiamma Sangiovannese e San Pietro Napoli retrocesse in Promozione.

## Girone B

### Squadre partecipanti
| Club                  | Città                      | Stagione 1996-1997           |
| --------------------- | -------------------------- | ---------------------------- |
| Agropoli              | Agropoli (SA)              | 17° nel C.N.D./G             |
| Audax Cervinara       | Cervinara (AV)             | 10° in Eccellenza Campania/B |
| G. Carotenuto Mugnano | Mugnano del Cardinale (AV) | 1° in Promozione Campania/C  |
| Gelbison              | Vallo della Lucania (SA)   | 4° in Eccellenza Campania/B  |
| Gragnano              | Gragnano (NA)              | 12° in Eccellenza Campania/B |
| Monte Faliesi         | Forino (AV)                | 13° in Eccellenza Campania/B |
| Nuova Virtus Palmese  | Palma Campania (NA)        | 7° in Eccellenza Campania/B  |
| Pontecagnano Faiano   | Pontecagnano Faiano (SA)   | 1° in Promozione Campania/C  |
| Real Paganese         | Pagani (SA)                | 2° in Eccellenza Campania/B  |
| San Marzano           | San Marzano sul Sarno (SA) | 11° in Eccellenza Campania/B |
| Scafatese             | Scafati (SA)               | 18° nel C.N.D./G             |
| Solofra               | Solofra (AV)               | 3° in Eccellenza Campania/B  |
| Sorrento              | Sorrento (NA)              | 5° in Eccellenza Campania/B  |
| Turris Consilina      | Sala Consilina (SA)        | ?                            |
| Virtus Pompei         | Pompei (NA)                | 3° in Promozione Campania/B  |
| Vis Montefalcione     | Montefalcione (AV)         | 6° in Eccellenza Campania/B  |

### Classifica finale
|  | Pos. | Squadra               | Pt | G  | V  | N  | P  | GF | GS | DR  |
|  | ---- | --------------------- | -- | -- | -- | -- | -- | -- | -- | --- |
|  | 1.   | Sorrento              | 69 | 30 | 20 | 9  | 1  | 55 | 16 | +39 |
|  | 2.   | Nuova Virtus Palmese  | 66 | 30 | 20 | 6  | 4  | 62 | 18 | +44 |
|  | 3.   | Real Paganese         | 66 | 30 | 19 | 9  | 2  | 56 | 22 | +34 |
|  | 4.   | Virtus Pompei         | 58 | 30 | 17 | 7  | 6  | 65 | 33 | +32 |
|  | 5.   | Agropoli              | 58 | 30 | 18 | 4  | 8  | 52 | 28 | +24 |
|  | 6.   | Solofra               | 48 | 30 | 13 | 9  | 8  | 48 | 25 | +23 |
|  | 7.   | Scafatese             | 44 | 30 | 13 | 5  | 12 | 39 | 27 | +12 |
|  | 8.   | Gelbison              | 40 | 30 | 11 | 7  | 12 | 42 | 46 | -4  |
|  | 9.   | Gragnano              | 39 | 30 | 10 | 9  | 11 | 44 | 38 | +6  |
|  | 10.  | G. Carotenuto Mugnano | 39 | 30 | 11 | 6  | 13 | 42 | 45 | -3  |
|  | 11.  | Audax Cervinara       | 32 | 30 | 9  | 5  | 16 | 33 | 59 | -26 |
|  | 12.  | San Marzano           | 30 | 30 | 8  | 6  | 16 | 40 | 42 | -2  |
|  | 13.  | Monte Faliesi         | 29 | 30 | 6  | 11 | 13 | 31 | 55 | -24 |
|  | 14.  | Vis Montefalcione     | 28 | 30 | 8  | 4  | 18 | 27 | 42 | -15 |
|  | 15.  | Turris Consilina      | 16 | 30 | 4  | 4  | 22 | 13 | 67 | -54 |
|  | 16.  | Pontecagnano Faiano   | 5  | 30 | 1  | 3  | 26 | 13 | 99 | -86 |

Legenda:

      Promosse nel Campionato Nazionale Dilettanti 1998-1999.

      Retrocesse in Promozione 1998-1999.

Note:

Tre punti a vittoria, uno a pareggio, zero a sconfitta.
- Pontecagnano Faiano penalizzato di 1 punto.

### Spareggio 2º posto
| Benevento 18 maggio 1998                     | Nuova Virtus Palmese | 3 – 3 (d.t.s.) | Real Paganese |  |
| \| \| \| \| \| \| Tiri di rigore 3 – 1 \| \| |                      |                |               |  |
|                                              |                      |                |               |  |
|                                              | Tiri di rigore 3 – 1 |                |               |  |

### Verdetti
- Sorrento e, dopo gli spareggi nazionali, Nuova Virtus Palmese promosse al Campionato Nazionale Dilettanti.
- Turris Consilina, Pontecagnano Faiano e, dopo lo spareggio intergirone, Vis Montefalcione retrocesse in Promozione.

## Spareggio retrocessione intergirone
| Squadra 1    | Risultato | Squadra 2         |
| ------------ | --------- | ----------------- |
| Pietramelara | 1 - 0     | Vis Montefalcione |

| Montesarchio ??? 1998 | Pietramelara | 1 – 0 | Vis Montefalcione |  |